# Whisky Trail
I Whisky Trail sono un gruppo musicale italiano attivo dal 1975.

Fra i gruppi italiani che fanno musica di ispirazione celtica sono probabilmente quelli in attività da più tempo.

## Storia
Nasce negli anni settanta da un'idea di Antonio Breschi, pianista fiorentino con influenze jazz e blues, il Gruppo Folk Internazionale. Gruppo in cui Antonio Breschi riunisce intorno a sé musicisti di svariate provenienze musicali tra cui la moglie Rebecca Miller, americana del sud degli Usa, la cui bellissima voce si presta per canti Elisabettiani, Gospel e spiritual, Pietro Crivelli cantante blues, chitarrista e contrabbassista, Stefano Hollesch musicista eclettico e pittore che suona vari generi e strumenti, Gilberto Kondo percussionista africano e infine Piero Bubbico giovane promessa dell'ambiente jazz fiorentino. con il nome di Gruppo Folk Internazionale Il gruppo si esibisce con successo in svariate manifestazioni musicali producendo musica che data la molteplice varietà delle esperienze musicali dei suoi componenti spazia dal Worksong degli schiavi africani al Dixieland, dalle Rocky Mountain Folk Songs al Country, dal Jazz ai ritmi e le canzoni della musica africana.
Da lì a poco Piero Bubbico, intuendo le potenzialità del gruppo e consapevole della dispersività creativa e organizzativa dei suoi componenti porta ad inserire un suo vecchio amico, Stefano Corsi con cui aveva precedentemente avuto varie esperienze musicali. Stefano Corsi, musicista pop con grandi doti di arrangiatore e organizzatore, riesce subito a porre le basi per un nuovo indirizzo che segnerà la vita del gruppo fino ai nostri giorni. 
Il gruppo cambia in parte indirizzo musicale orientandosi prevalentemente sulla musica folk e blues americana e sulle connessioni di questa con la cultura musicale degli irlandesi emigrati negli Usa. 
Verrà anche cambiato il nome da Gruppo Folk Internazionale in Whisky Trail, conseguentemente, anche all'esistenza all'epoca di un altro gruppo chiamato con lo stesso nome.
La formazione del gruppo Whisky Trail comprendeva Antonio Breschi, Rebecca Miller, Pietro Crivelli, Piero Bubbico, Stefano Corsi, Daniel Craighead e Giulia Lorimer.
Fu con questa prima formazione che il gruppo registrò il suo primo disco nel 1975 per l'Editoriale Sciascia.
Nell'anno successivo Rebecca Miller e Pietro Crivelli lasciano il gruppo a cui invece si unisce Pietro Sabatini: Piero Bubbico  lo aveva voluto con estrema determinazione avendone conosciuto, in una precedente esperienza musicale, le grandi doti di ritmica e musicalità. Nel 1977, sempre per l'editoriale Sciascia, il gruppo incide il suo secondo album.
Nel 1979 al gruppo si unisce anche Velemir Dugina e per qualche concerto Chris Hamblin, è con questa formazione che viene inciso il loro terzo album Miriana per la Cardinale records.
Negli anni successivi lasceranno il gruppo Antonio Breschi, Piero Bubbico e Velemir Dugina, e al gruppo si unirà Lorenzo Greppi, polistrumentista, che aveva suonato con Véronique Chalot.
Nel corso degli anni, il gruppo terrà centinaia di concerti in Italia e all'estero, fra questi da segnalare una tournée in Portogallo nel 2001 nel corso della quale hanno partecipato al  "Festival Sete Sóis Sete".

## Discografia

### Album  in studio
- 1975 - Irish Songs
- 1977 - Irish Songs and Dances (anche come Canti e danze del popolo irlandese)
- 1979 - Miriana
- 1982 - Dies Irae
- 1986 - Pooka
- 1992 - The Frenzy of Suibhne
- 1997 - The White Goddess
- 2002 - The Great Raid
- 2007 - Chaosmos
- 2012 - Nana's lullabyes
- 2013 - Celtic Fragments
- 2020 - Open

### Dal vivo
- 2005 - Irlanda in Festa
- 2008 - San Frediano, un irlandese a Firenze
- 2015 - Concerto

### Raccolte
- 2010 - Beginnings

### EP
- 2020 - Terezin

## Formazioni

### 1975-76
- Antonio Breschi: dulcimer, piano, voce
- Piero Bubbico: percussioni
- Stefano Corsi: 12 corde, cori
- Daniel Craighead: tin whistle, fisarmonica, voce
- Pietro Crivelli: chitarra, contrabbasso, mandolino, armonica
- Giulia Daneo Lorimer: voce
- Rebecca Miller: voce

### 1977-79
- Antonio Breschi: piano, fisarmonica, cucchiai, voce
- Piero Bubbico: percussioni
- Stefano Corsi: mandolino, mandola, armonica, 12 corde, banjo
- Daniel Craighead: tin whistle, fisarmonica, voce
- Giulia Daneo Lorimer: violino, voce
- Pietro Sabatini: basso elettrico, chitarra, voce

### 1979-1981
- Antonio Breschi: piano, mandolin, voce,
- Velemir Dugina: violino
- Pietro Sabatini: chitarra, basso elettrico
- Stefano Corsi: mandolino, mandola, 12 corde
- Daniel Craighead: 12 corde, fisarmonica, concertina, voce, tin whistle, sax soprano, cucchiai
- Piero Bubbico: percussioni, Highland bagpipe
- Giulia Daneo Lorimer: voce
- Chris Hamblin: violino

### 1982-1985
- Giulia Daneo Lorimer: violino e voce
- Stefano Corsi: mandola, chitarra a 10 corde, harmonium, voce
- Lorenzo Greppi: highland bagpipe, whistles, bombarda bretone, dulcimer, bodhran e voce
- Pietro Sabatini: chitarra, bouzouki, mandola e voce

### 1985-1995
- Stefano Corsi: arpa celtica, harmonium, 12 corde, mandolino, pedaliera bassi e cori
- Giulia Daneo Lorimer: voce, fiddle, salterio ad arco e piccole percussioni
- Lorenzo Greppi: Highland bagpipe, uilleann pipes, whistles, low whistle, scacciapensieri, dulcimer, fisarmonica, bodhran e cori
- Pietro Sabatini: chitarra, bouzouki e voce

### Dal 1996
- Giulia Daneo Lorimer: voce e fiddle
- Vieri Bugli: fiddle
- Stefano Corsi: arpa celtica, armonica, harmonium, 12 corde, voce
- Massimo Giuntini: uilleann pipes, low e tin whistle
- Pietro Sabatini: chitarra, bouzouki, cittern, bodhran, pedal bass pipe, voce

Dal 2019
- Stefano Corsi: arpa celtica, armonica, voce
- Valentina Corsi: voce, bodhran, harmonium
- Paolo Lamuraglia: chitarra elettrica